# Brachys intervallorum
Brachys intervallorum es una especie de escarabajo barrenador metálico del género Brachys, categorizada en la tribu Trachyini, de la subfamilia Agrilinae.

## Taxonomía
Fue descrita científicamente por Hespenheide en 1990.
Tratamiento taxonómico
La especie aparece registrada y publicada en Buprestidae of the subfamilies Agrilinae, and Trachyinae from the Chamela Biological Station, Jalisco. Folia Entomológia Mexicana 77(1988-1989):141-210. (1990).